# Real Housewives: The Game
Real Housewives: The Game es un juego de redes sociales basado en la franquicia de The Real Housewives. Lanzado por Bravo en julio de 2013, los personajes del juego eran el elenco del reality show de televisión The Real Housewives of New York City. Cada semana después del estreno de un nuevo episodio, una nueva historia estaba disponible en el juego.
El juego fue suspendido en octubre de 2012.

## Modo de juego
Cada semana después de un nuevo episodio, nuevos retos y juegos estaban disponibles para los jugadores. En el juego, los jugadores ganan puntos de estilo (style points), zumbidos (buzz), felicidad (bliss) y actitud (attittude). Ellos pueden usar estos artículos para completar los retos, así como cotillear sobre otras amas de casa y conseguir consejos de estilo. Si los jugadores ofenden u ofrecen amistad a una de las amas de casa, el juego genera nuevas historias y más drama.

## Personajes
Cada jugador crea su propio personaje y elige el look, estilo y nombre. Las seis mujeres están en el juego: Ramona, Condesa, Sonja, Aviva, Carole y Heather. Blaine es el único hombre.
Andy Cohen hace un cameo al principio del juego. 

## Juegos
- Tutorial: Eres escogido para convertirte en Real Housewife después de conocer a Andy Cohen en un club y accidentalmente ligar con el novio de Lu-Ann.

- Está Funcionando: Heather te invita a hacer jogging para conocerte. La manera en que te vistas y actúes determina el resultado de la relación. Mientras tanto, tienes la oportunidad de irrumpir en la sesión de fotos de Ramona para conseguir más zumbidos (buzz).

- Una Nueva Nueva York (5 partes basadas en un episodio): Es la hora de que las chicas te conozcan mejor. Vas a comer con Sonja, Lu-Ann y Aviva pero después, derramas vino encima de ti antes de que Sonja llegue. Corres a casa para cambiar pero para cuando regresas Sonja y las otras chicas ya se han ido. Esto causa tensión.

- Caliente Por Heather: Heather hace una fiesta en un yate y quiere que invites a algunos invitados. Acabas invitando a demasiada gente. La manera en que manejes esto afectará tus relaciones. Después, tienes que echar a Sonja a petición de Heather, creando mucho drama.

- Freso Pero Casual: Carole te invite a su fiesta "novios casuales".

- No Lo Digas Con Doble Sentido: Aviva te invita a salir a cenar y Blaine te pide que preguntes por el hecho de que el ex de Aviva se haya acostado con alguna de las otras chica, lo que molesta a Aviva. Ella luego te invita a una clase de yoga para arreglar las cosas. La manera en que lo manejes determina el resultado.